# Aphonopelma johnnycashi
Aphonopelma johnnycashi es una especie de araña migalomorfa del género Aphonopelma, familia Theraphosidae. Fue descrita científicamente por Hamilton en 2016.
Habita en los Estados Unidos. El nombre hace referencia al músico estadounidense Johnny Cash debido a que este arácnido fue hallado cerca de la prisión de Folsom en California en el 2015, por lo cual se le ha asignado el nombre johnnycashi en su honor.

## Historia natural
Esta araña puede medir hasta 6 pulgadas (15 cm) de largo, los machos son negros y las hembras de color marrón oscuro. Como la mayoría de las tarántulas de América del Norte, son relativamente inofensivas para los humanos, es poco probable que muerdan y su veneno solo irrita levemente.